# Simon de Passe
Simon de Passe (Pas), född omkring 1595 i Köln, död 1647 i Köpenhamn, var en tysk-dansk kopparstickare.
Han var son till Crispin de Passe. Han gifte sig 1641 med Elisabeth Rasmusdatter och var far till Crispin de Passe III. Passe var verksam som kopparstickare i Köln, Utrecht, London och Prag. Han inkallades till Köpenhamn 1624 som universitetskopparstickare och kunglig kopparstickare. Tillsammans med sin son utförde han ett antal porträtt av de danska kungarna. Han blev inbjuden av Maria Eleonora att komma till Sverige för att utföra en del arbeten och fick 1635 tillåtelse av den danske kungen att resa, men några bevis för att resan kom till stånd finns inte.